# Het Eglantierken
Het Eglantierken (spellingvarianten: Egelantierken en Eglentierken) was een rederijkerskamer (Kamer van Rethorycke) in de Belgische plaats Hoogstraten die opkwam in 1533 of 1554. De bijbehorende lijfspreuk was "caritas" in de betekenis van naastenliefde.

## Blazoenen
De Kamer van Hoogstraten bezit twee blazoenen. Het oudste blazoen draagt boven de armen van een kruis twee schutterskruisen die terugwijzen op de kruisboogschietingen die de Kamer vroeger beoefende. Het tweede werd in het begin van de twintigste eeuw geschilderd door Jan Hoevenaars. De bloeiende egelantier, een soort wilde roos, spruit voort uit de voet van het kruis waar Christus aan gestorven is. Symbolisch wil men hier de naastenliefde voorstellen die volgens de katholieke leer voortkomt uit dat kruisoffer.

## Geschiedenis
Het was Antoon I van Lalaing die op 27 januari 1533 een oorkonde uitvaardigde en zo de rederijkerskamer bestendigde. Tevens werd één van de achttien altaren in de Sint-Katharinakerk voorzien als gebedsplaats voor de rederijkers: het altaar van het Heilig Kruis.
Het repertoire van de rederijkerskamer werd achter slot en grendel opgeborgen in een archief. Dat ging met een zekere geheimzinnigheid gepaard omdat men bang was voor plagiaat. Daarvoor waarschuwde een reglement uit 1534 van Het Eglantierken: "Buitenstaanders mochten niets vernemen van wat men in de kamer beoefende, voorlas en vastlegde".
Door een brand op 27 september 1869 in het woonhuis van toenmalig voorzitter A. Janssens is veel verloren gegaan van het historisch archief. Van de oorkonden, jaarboeken en handschriften bleef niets over. In het archief te Antwerpen werd nog wel de instelbrief der Kamer bewaard, die keure, die de datum 27 januari 1533 draagt en uitgegeven werd door C. Stroobants.
Van toneelschrijver Frans Edmond Lauwers, geboren in 1819 in Gent, maar toen wonende te Brussel, is nog een grappig reisverslag van de onmogelijkheid om rond 1876 naar Hoogstraten af te reizen. Hij wordt verwacht in het Eglantierken om een lezing te geven en een repetitie bij te wonen van twee van zijn toneelstukken, namelijk 'Willem en Laura' uit 1873 en 'De Verjaardag eens ouden Krijgsmans'. Hij beschrijft hoe hij een aansluiting met het openbaar vervoer mist en om tijdig in Hoogstraten te komen meelift met een dievenwagen van de plaatselijke gevangenis. Eens in Hoogstraten aanbeland wordt hij hartelijk ontvangen, maar komt 's avonds in een donkere slaapkamer zonder licht te zitten. Op zoek naar licht, komt hij een man met een wapen tegen. Enkele dagen later vertelt hij zijn wedervaren aan Hendrik Conscience.
In 1913 zijn er feestelijkheden rond de aanstelling van baron de Broqueville als prins van de genoemde Kamer. Het bestuur van de Koninklijke Academie voor Nederlandse Taal en Letteren heeft de heer Gustaaf Segers verzocht daarvan verslag te doen. Deze doet volgende mededeling: "Het feest der Rederijkers heeft te Hoogstraten met buitengewonen bijval plaats gehad. Afgevaardigden van al de nog bestaande oud-Rederijkkamers waren aanwezig. De heer Minister Baron de Broqueville werd als Prins der Rederijkkamer Het Eglantierken van Hoogstraten aangesteld. Verscheidene leden van den adel, beschermende leden der Kamer, woonden de plechtigheid bij. De Heer Minister heeft eene zeer belangrijke redevoering uitgesproken, welke van zijne warme liefde voor onze taal getuigt. Namens al de beschermende leden dank ik de Koninklijke Vlaamsche Academie, die zich officieel op dit feest heeft laten vertegenwoordigen."
De Koninklijke Rederijkerskamer "Het Eglantierken" van Hoogstraten vierde in 1933 uitbundig het vierhonderdjarig bestaan (1533-1933) met een optocht door de straten.
In 1939 was er een sterke politieke stroming in de vereniging die Duitsgezind was. Veel leden zegden hun lidmaatschap op omdat ze zich hier niet mee konden verzoenen. Van de leden die overbleven waren enkele openlijk collaborerend met de Duitsers. Het cultuurhuis viel in oneer. Bij de bevrijding in 1944 werd de rederijkerskamer ontbonden.